# Обчислювальна геноміка
Обчислювальна геноміка використовує обчислювальний аналіз, щоб розшифрувати послідовності генома і пов'язані з ними дані, включаючи послідовності ДНК і РНК. Також обчислювальна геноміка може бути визначена як розділ біоінформатики, але з тією відмінністю, що увага приділяється аналізу повних геномів (а не окремих генів), щоб зрозуміти принципи того, як різна ДНК управляє організмом на молекулярному рівні.

## Історія
Обчислювальна геноміка почала свій розвиток одночасно з біоінформатикою. У 1960-х роках Маргарет Дейгофф і інші в Національному Біомедичному Дослідницькому фонді створили бази різних послідовностей білків для еволюційного дослідження. У їх дослідженні будувалося філогенетичне дерево, яке визначило зміни, потрібні для того щоб певний білок еволюціонував в інший білок. Це привело до створення матриці замін, яка оцінює імовірність зв'язку одного білка з іншим.
Починаючи з 1980-х років, стали з'являтися бази даних з геномними послідовностями, але при цьому виникли нові проблеми при пошуку і порівнянні даних про окремі гени. На відміну від алгоритмів пошуку текстів, які використовуються на вебсайтах, при пошуку генетичної схожості необхідно виявляти послідовності, які не обов'язково ідентичні, але і просто схожі. Це привело до появи алгоритму Нідлмана — Вунша, який є алгоритмом динамічного програмування для того, щоб порівняти набори послідовностей амінокислот один з одним при використанні матриць замін, отриманих у більш ранньому дослідженні М. Дейхофф. Пізніше з'явився алгоритм BLAST, який дозволяє здійснювати швидкий і оптимізований пошук у базах цих послідовностей генів. BLAST і його модифікації — одні з найширше використовуваних алгоритмів для цієї мети.
Поява фрази «обчислювальна геноміка» збігається з появою повних анотованих геномів у другій половині 1990-х років. Перша щорічна конференції з питань обчислювальної геноміки була організована ученими з Інституту геномних досліджень (TIGR) в 1998, забезпечуючи форум для цієї спеціальності і ефективно відрізняючи цю галузь науки від загальніших областей геноміки або обчислювальній біології. Уперше в науковій літературі цей термін, згідно MEDLINE, був використаний одним роком раніше (у журналі Nucleic Acids Research).